# Ethylloides emdeni
Ethylloides emdeni là một loài ruồi trong họ Tachinidae.